# ISO 646
L'ISO/CEI 646 (ICS n°35.040) és una norma ISO qui des del 1972 va especificar els codis de caràcters gràfics codificades sobre 7 bits a partir dels quals diverses normes nacionals han derivat. La més coneguda d'entre elles és la variant estatunidenca, comunament (però impròpiament) designada «ASCII». L'ISO 646 és igualment anomenat com l'«Alfabet internacional de referència n°5» (AIR5), «Alfabet internacional n°5» (AI5) o encara (en anglès) «International Alphabet No. 5» (IA5).

## Diagrama de la pàgina de codi
La taula següent mostra el conjunt de caràcters ISO/IEC 646. Les cèl·lules ombrejades en gris indiquen punts de codi amb glifs de caràcter que varien d'una regió a l'altra. Les entrades amb un fons blau són de caràcters de control.
|    | x0                   | x1                   | x2                   | x3                   | x4                   | x5                   | x6                   | x7                   | x8                   | x9                   | xA                   | xB                   | xC                   | xD                   | xE                   | xF                   |
| -- | -------------------- | -------------------- | -------------------- | -------------------- | -------------------- | -------------------- | -------------------- | -------------------- | -------------------- | -------------------- | -------------------- | -------------------- | -------------------- | -------------------- | -------------------- | -------------------- |
| 0x | Caràcters de control | Caràcters de control | Caràcters de control | Caràcters de control | Caràcters de control | Caràcters de control | Caràcters de control | Caràcters de control | Caràcters de control | Caràcters de control | Caràcters de control | Caràcters de control | Caràcters de control | Caràcters de control | Caràcters de control | Caràcters de control |
| 1x | Caràcters de control | Caràcters de control | Caràcters de control | Caràcters de control | Caràcters de control | Caràcters de control | Caràcters de control | Caràcters de control | Caràcters de control | Caràcters de control | Caràcters de control | Caràcters de control | Caràcters de control | Caràcters de control | Caràcters de control | Caràcters de control |
| 2x | Espai                | !                    | "                    | 0x23                 | 0x24                 | %                    | &                    | '                    | (                    | )                    | *                    | +                    | ,                    | -                    | .                    | /                    |
| 3x | 0                    | 1                    | 2                    | 3                    | 4                    | 5                    | 6                    | 7                    | 8                    | 9                    | :                    | ;                    | <                    | =                    | >                    | ?                    |
| 4x | 0x40                 | A                    | B                    | C                    | D                    | E                    | F                    | G                    | H                    | I                    | J                    | K                    | L                    | M                    | N                    | O                    |
| 5x | P                    | Q                    | R                    | S                    | T                    | U                    | V                    | W                    | X                    | Y                    | Z                    | 0x5B                 | 0x5C                 | 0x5D                 | 0x5E                 | _                    |
| 6x | 0x60                 | a                    | b                    | c                    | d                    | e                    | f                    | g                    | h                    | i                    | j                    | k                    | l                    | m                    | n                    | o                    |
| 7x | p                    | q                    | r                    | s                    | t                    | u                    | v                    | w                    | x                    | y                    | z                    | 0x7B                 | 0x7C                 | 0x7D                 | 0x7E                 |                      |

## Variants estatals
Algunes variants estatals de l'ISO 646 són:
| Codi | ISO- IR | Estàndard             | Usat a                                                              |
| ---- | ------- | --------------------- | ------------------------------------------------------------------- |
| CA-1 | 121     | CSA Z243.4-1985       | Canadà (alternativa nr. 1, amb «î») (francès, clàssic)              |
| CA-2 | 122     | CSA Z243.4-1985       | Canadà (alternativa nr. 2, amb «É») (francès, ortografia reformada) |
| CN   | 057     | GB/T 1988-80          | Xina (llatí bàsic)                                                  |
| CU   | 151     | NC 99-10:81           | Cuba (espanyol)                                                     |
| DE   | 021     | DIN 66003             | Alemanya (alemany)                                                  |
| DK   | —       | DS 2089               | Dinamarca (danès)                                                   |
| FI   | 010     | SFS 4017              | Finlàndia (versió bàsica)                                           |
| FR   | 069     | AFNOR NF Z 62010-1982 | França (francès)                                                    |
| FR-0 | 025     | AFNOR NF Z 62010-1973 | França (obosolet des d'abril de 1985)                               |
| GB   | 004     | BS 4730               | Regne Unit (anglès)                                                 |
| GR   | 088     | HOS ELOT              | Grècia (obsolet)                                                    |
| HU   | 086     | MSZ 7795/3            | Hongria (hongarès)                                                  |
| IE   | 207     | NSAI 433:1996         | Irlanda (irlandès)                                                  |

| Codi | ISO- IR | Estàndard                  | Usat a                                          |
| ---- | ------- | -------------------------- | ----------------------------------------------- |
| INV  | 170     | ISO 646:1983               | Subconjunt invariant                            |
| IRV  | 002     | ISO 646:1983               | Variant de referència internacional             |
| JA   | 014     | JIS C 6220-1969            | Japó (romaji)                                   |
| JA-O | 092     | JIS C 6229-1984            | Japó (OCR-B)                                    |
| KR   | —       | KS C 5636-1989             | Corea del Sud                                   |
| MT   | —       | ?                          | Malta (maltès, anglès)                          |
| NO   | 060     | NS 4551 version 1          | Noruega                                         |
| NO-2 | 061     | NS 4551 version 2          | Noruega (obsolet des del juny de 1987)          |
| SE   | 010     | SEN 85 02 00 Annex B       | Suècia (suec bàsic)                             |
| SE-C | 011     | SEN 85 02 00 Annex C       | Suècia (suec ampliat per a noms)                |
| T.61 | 102     | Recomanació ITU/CCITT T.61 | Internacional (Teletex)                         |
| TW   | —       | CNS 5205-1996              | Xina (Taiwan)                                   |
| US   | 006     | ANSI X3.4-1968             | Estats Units d'Amèrica (ASCII)                  |
| YU   | 141     | JUS I.B1.002 (YUSCII)      | former Yugoslavia (croat, eslovè, serbi, bosni) |

Altres estàndards propietaris, no vinculats a cap estàndard estatal, i aprovats per a ús internacionals per algun comitè d'estandardització són:
| Codi  | ISO- IR | Aprovat per | Origen         | Usat a                                   |
| ----- | ------- | ----------- | -------------- | ---------------------------------------- |
| ES    | 085     | ECMA        | IBM            | Espanya (basc, castellà, català, gallec) |
| esp   | 017     | ECMA        | Olivetti       | espanyol (internacional)                 |
| DK-SE | 009-1   | SIS         | NATS, main set | Suècia i Dinamarca (textos periodístics) |

| Code  | ISO- IR | Aprovat per | Origen         | Usat a                                   |
| ----- | ------- | ----------- | -------------- | ---------------------------------------- |
| FI-SE | 008-1   | SIS         | NATS, main set | Suècia i Finlàndia (textos periodístics) |
| ita   | 015     | ECMA        | Olivetti       | italià                                   |
| PT    | 084     | ECMA        | IBM            | Portugal (portuguès, espanyol)           |
| por   | 016     | ECMA        | Olivetti       | portuguès (internacional)                |

## Variants del joc de caràcters ASCII que no són ISO 646
Hi ha alguns jocs de caràcters de 7 bits que, oficialment, no són part de l'estàndard ISO 646. Alguns exemples són:
- ELOT 927, grec 7 bits,. L'alfabet grec es troba a les posicions 0x61–0x71 i 0x73–0x79, sobre les lletres llatines minúscules.
- KOI-7 o Short KOI, ciríl·lic 7 bits,. Els caràcters cirĺl·lics es troben a les posicions 0x60–0x7E, sobre els lletres llatines minúscules. Foren substituïts per variants del KOI-8.
- SI 960, hebreu 7 bits. L'alfabet hebreu es troba a les posicions 0x60–0x7A, sobre les lletres llatines minúscules (i l'accent greu per a l'àlef). L'hebreu codificat en 7 bits s'emmagatzemà sempre en l'ordre visual. Aquesta assignació, amb el bit més alt marcat, és a dir amb les lletres hebrees a 0xE0–0xFA, és el joc ISO 8859-8.
- ASMO 449, àrab 7 bits. L'alfabet àrab es troba a les posicions 0x41–0x5A i 0x60–0x6A, sobre les lletres majúscules i minúscules. Aquesta assignació, amb el bit més alt marcat, és el joc ISO 8859-6.